# Святая Инесса (картина)
«Святая Инесса и ангел, укрывающий её покрывалом» (исп. La Santa Agnes en la prisión) — картина испанского художника Хосе де Риберы.
Основу наиболее выдающихся творений Хосе де Риберы составляет глубина человеческого переживания. Такова «Святая Инесса» (1641; Дрезденская галерея).
По преданию, юная христианка Инесса должна была быть выставлена обнажённой перед толпой за отказ поклоняться языческим богам, но произошло чудо: внезапно выросшие волосы скрыли её наготу, а сошедший с небес ангел накинул на неё покрывало.
У Риберы образ Инессы, её тонкая фигура подростка, исполненное прелести лицо с большими сияющими глазами, волнистые пряди волос, кисти рук, прозрачно-розовые от пронизывающего света — воплощение чистой, трогательной и светлой юности.
Считается, что этот образ написан с дочери художника.